# Passage de la Bourse
Le Passage de la Bourse est une galerie couverte de la ville de Charleroi, en Belgique.
Il est implanté dans un îlot de la Ville-Basse cerné par la rue de Marchienne au nord, la rue Puissant d'Agimont à l'est, la rue de Charleville au sud, et la rues du Collège à l'ouest.
Il a été édifié à la fin du XIXe siècle par l'architecte Edmond Legraive. D'inspiration néo-Renaissance flamande pour les bâtiments extérieurs, il est de style néo-classique pour les façades intérieures de la galerie. 
Des travaux d'envergure réalisées en 2003 restaure la qualité architecturale que la passage avait perdu au fil du temps à la suite de transformations réalisées sans souci de l'harmonie d'ensemble. 
Il est classé depuis 1990, classement modifié en 2011.

## Histoire

### Urbanisation de la Ville-Basse

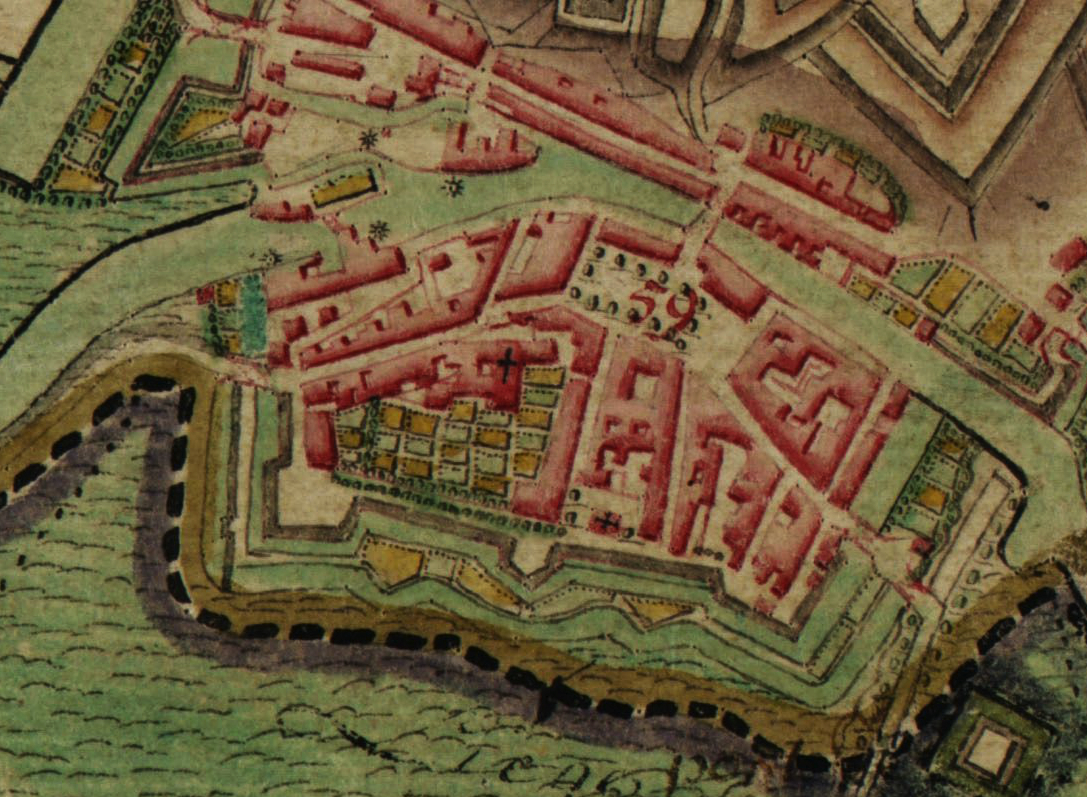
La Ville-Basse de Charleroi vers 1770 (carte de Ferraris).

En juin 1667, durant la guerre de Dévolution, l'armée française de Louis XIV prend la forteresse de Charleroi, inachevée et partiellement détruite, située en bordure de la Sambre. Le roi décide d'en poursuivre l'édification. Afin d'attirer des habitants, en août 1668, il accorde des privilèges, dont l'exemption d'imposition. Pour étendre la place forte et défendre la passage de la Sambre, la Ville-Basse est créée en 1675 sur l'autre rive de la rivière. L'activité économique s'y développe. Les exemptions accordées par Louis XIV seront prolongées à plusieurs reprises aux XVIIe et XVIIIe siècles par les souverains espagnols ou autrichiens dont dépendaient les lieux.
La carte de Ferraris de la fin du XVIIIe siècle indique un bâti relativement dense, sauf le vaste îlot à l'ouest, occupé en grande partie par le couvent des Capucins, construit en 1681, dont les jardins s'étendent jusqu'aux remparts.
À la Révolution française, la ville redevient française et, en 1796, le couvent est vendu comme bien national. Les lieux seront acheté en 1803 par l'administration communale qui y installe la Maison de ville et en 1845 une école communale. L'église conventuelle, qui devient église paroissiale en 1804, est remplacée en 1830 par l'église Saint-Antoine-de-Padoue, érigée par Jean Kuypers. Une nouvelle voie, la rue du Collège, est percée en 1837 à travers les anciens jardins du couvent.
Après la rectification du canal de dérivation de la Sambre, la création de la voie ferrée et la gare au sud du canal en 1843, les remparts qui étaient établis en ce lieu laissent la place à de nouveaux îlots urbanisés situés le long de la voie d'eau. La bourgeoisie d'affaires, organisée en chambre de commerce dès 1827, s'y installe. Ceci intensifie la vocation commerciale de la Ville-Basse. Ville qui est située au cœur d'une région en pleine effervescence industrielle : l'extraction de la houille, la sidérurgie, la verrerie et la chimie.
C'est donc logiquement là que l'on songe à établir une bourse de commerce.

### La bourse de commerce et le passage couvert
La bourse de commerce, établie en 1875, fut provisoirement hébergée dans la salle des fêtes de l'ancien hôtel de ville abandonné par l'administration qui déménage à la Ville-Haute en 1887,.
Dès 1888, le conseil communal de Charleroi examine plusieurs projets pour aménager l'emplacement de l'ancien hôtel de ville. Octave Van Rysselberghe, architecte bruxellois présente également un projet en 1889. C'est finalement un projet de l'architecte Edmond Legraive, originaire d'Ixelles (Bruxelles), qui est choisi en octobre 1890. Les plans prévoient la construction d'une galerie couverte au Nord, avec accès depuis la rue de Marchienne, et d'une bourse de commerce au Sud, donnant sur la rue Léopold. Le projet intègre également des locaux devant servir à des bureaux d'arbitrage et de conciliation, aux opérations de tirage au sort pour le service militaire, salle de spectacle et salles de réunions, un bureau de police, une remise de pompes à incendie, un corps de garde, etc. La galerie couverte est prévue pour accueillir des commerces. Chaque maison, composée d'un rez-de-chaussée commercial et pourvue de trois étages, est prévue pour être vendue séparément, la Ville restant propriétaire de la voirie couverte. Le nom de « Passage de la Bourse » est donné en novembre 1890 par le collège communal. L'ensemble sera inauguré le 10 avril 1892.
Du point de vue urbanistique, son emplacement, qui fait double emploi avec la rue du Collège, rue commerciale importe à la Ville-Basse, n'est pas idéal. Et un plan en croix, comme la Galleria Vittorio Emanuele II de Milan, aurait certainement rendu le passage plus vivant.
Le Passage de la Bourse devient cependant vite un lieu privilégié des amateurs d'art, de musique et autres divertissements où s'installent boutiques, music-hall, cinéma, librairie, imprimerie…,.
Dès l'inauguration en 1892, l'espace commercial le plus grand est occupé par le Café Métropolitain, société anonyme fondée par la brasserie Wielemans-Ceuppens. À partir de 1897, le lieu accueillera des concerts et autres spectacles. La société fera faillite en 1899 et le lieu changera plusieurs fois d'enseigne. En 1913, l'immeuble est abattu et reconstruit plus grand pour devenir le cinéma Trianon qui y restera jusqu'en 1995. 
Après la Seconde Guerre mondiale, la galerie perd de son lustre. La bourse de commerce et la salle de spectacle sont détruites et remplacées pour un bâtiment moderne selon la volonté du bourgmestre Octave Pinkers pour compenser les nombreux travaux réalisés dans la Ville-Haute à cette époque. L'établissement moderne, est l'œuvre des architectes A. Daloze et R. Baeyens. Il héberge entre 1974 et 2011 le centre de production de Charleroi de la Radio-télévision belge de la Communauté française.
Au fil du temps, diverses transformations, réalisées sans souci de l'harmonie d'ensemble, détériorent la qualité architecturale du passage. La restauration réalisée courant 2003 par l'architecte Philippe Dulière, travaux d'envergure concernant notamment les façades classées et la verrière, rend son éclat à l'ensemble.
Le passage a été classé de 6 octobre 1990 comme monument au sein du patrimoine culturel immobilier classé de la Wallonie. Ce classement comprenait la verrière et les façades de la galerie. Ce premier classement été abrogé et remplacé le 14 décembre 2011. Ce dernier classement comprend la verrière et les façades de la galerie, ainsi que les façades du corps d’entrée donnant sur la rue de Marchienne.
Dans le cadre de la construction du centre commercial Rive gauche, le passage et l'ensemble du quartier subissent entre fin 2013 et début 2017 d'importantes transformations, entre autres, la démolition du bâtiment qui abritait la Radio-télévision belge de la Communauté française,
Avant cette démolition, Charles Szymkowicz, peintre, demande que l'œuvre murale de Gustave Camus d'une surface 20 m2 présente dans le bâtiment soit sauvée à tout prix,. Mais la sauvegarde de l'œuvre, qui était censé être une peinture murale, donc peinte directement sur le support mural, était évaluée à 300 000 euros. Une analyse par la Société royale d'archéologie, d'histoire et de paléontologie de Charleroi révèle qu'il s'agit d'un marouflage. La société décolle, récupère et devient propriétaire de l'œuvre. Cependant, le coût important de la restauration compromet fortement celle-ci,. Aucune solution n'est trouvée fin 2021.

## Architecture
Du côté de la rue de Marchienne, à gauche de l'entrée de la galerie, se situe un bâtiment longtemps occupé par le café « Aux Mille Colonnes ». Il comporte une vaste rotonde de quatre niveaux couronnée d'un dôme se terminant par un clocheton. Du côté droit de l'entrée se situent deux magasins qui disposent de fenêtres à front de la rue du Collège et dans le passage. Dans la rue du Collège se trouve un alignement de cinq magasins, dont un a fait l'objet de transformation brisant l'harmonie d'ensemble,. Les pignons du côté rue du Collège sont dans l'esprit du style néo-Renaissance flamand.
L'entrée principale du passage est cantonnée au rez-de-chaussée de colonnes en pierre et couronnée d'un fronton avec horloge (aujourd'hui disparue) et d'un cartouche en pierre portant le millésime « anno 1891 ». Un linteau métallique portant l'appellation « Passage de la Bourse » est surmonté d'un balcon en ferronnerie reposant sur deux consoles en métal ouvragé. Une entrée semblable donnait accès à l'autre extrémité du passage, côté rue Léopold, à la bourse de Commerce.
Le passage est conçu comme une voie d'accès monumentale à la bourse de commerce. C'est une véritable rue piétonne desservant ses propres immeubles. La configuration du terrain ainsi que la présence de l'église Saint-Antoine impose un tracé courbe, fait exceptionnel dans l'histoire des passages couverts. Ce tracé courbe rompt la monotonie d'une trop grande ligne droite. Sous le long berceau en verre blanc transparent de la verrière les immeubles s'alignent le long d'un couloir de 6 mètres de large.
Les façades intérieures présentent une élévation de trois registres néo-classiques : dorique au rez-de-chaussée, ionique au premier étage, et corinthien au second. Sur des rez-de-chaussée commerciaux à devantures en bois, les étages enduits scandés par des pilastres colossaux marquant les travées et soutenant les arcs métalliques qui portent la verrière. Au premier étage se situent des fenêtres quadrangulaires à montants en piles derrière une balustrade. Les fenêtres du second étage sont en plein cintre à clé sur colonnes engagées. Les faces terminales internes de la galerie sont traitées dans le même esprit.

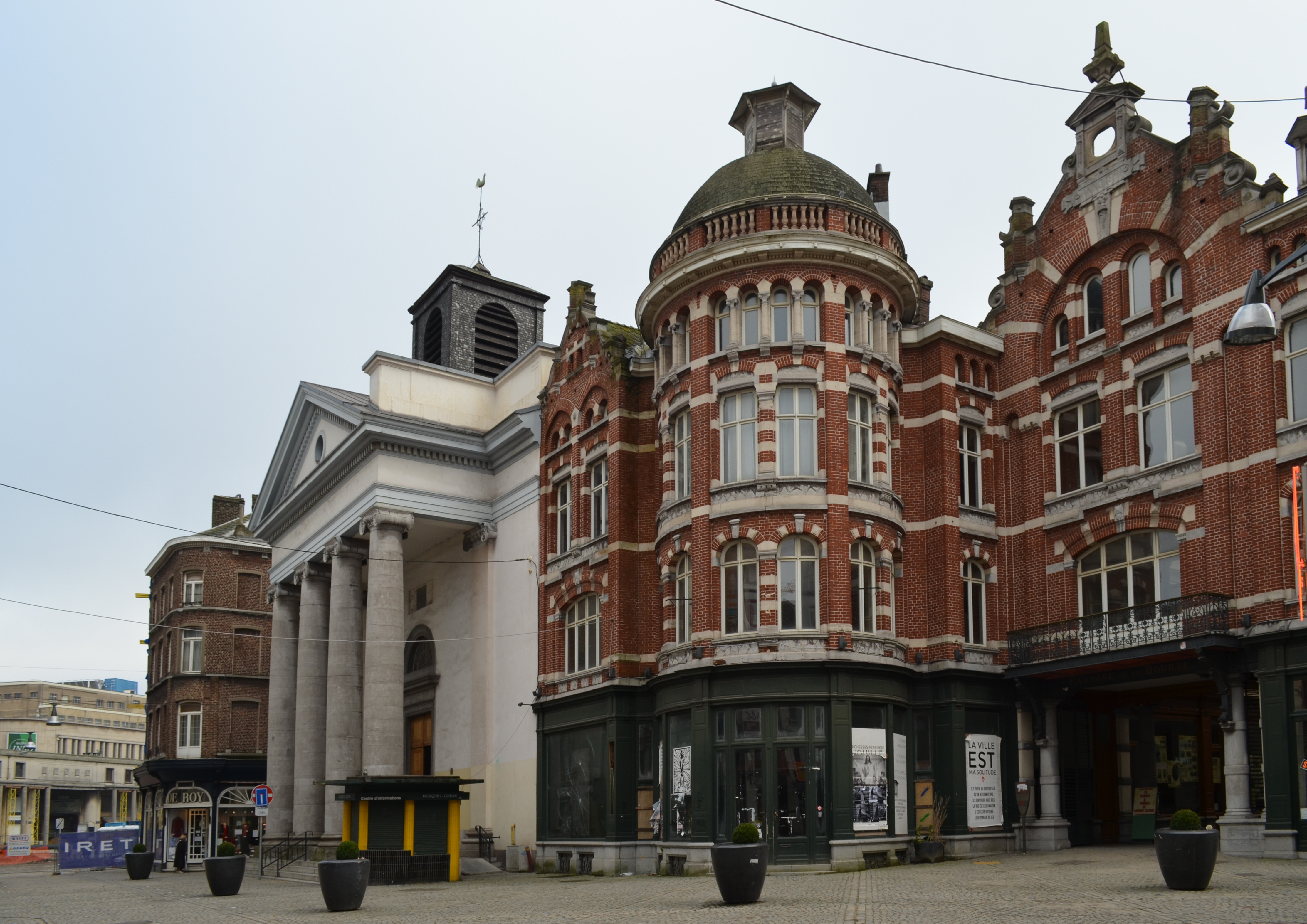
Entrée de la galerie du côté de la rue de Marchienne.
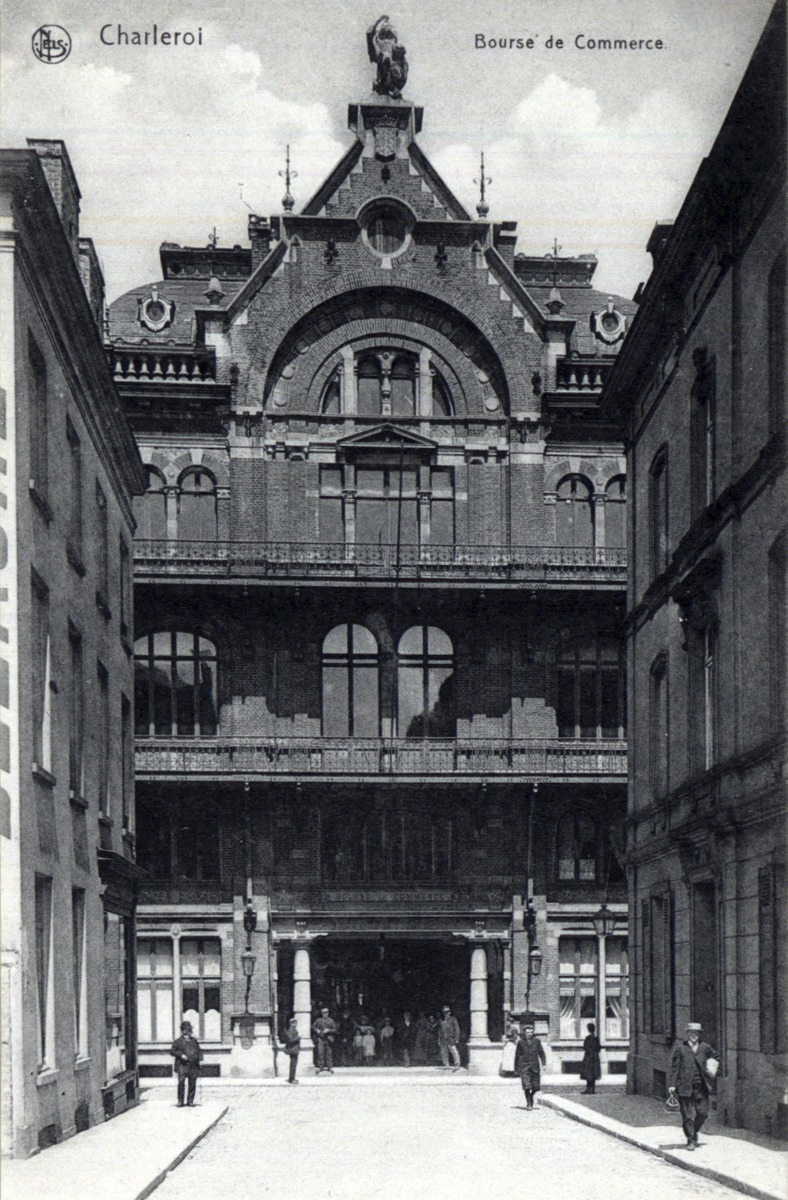
Façade aujourd'hui disparue de la Bourse du commerce, rue Léopold dans l'axe de la rue du Canal[d].
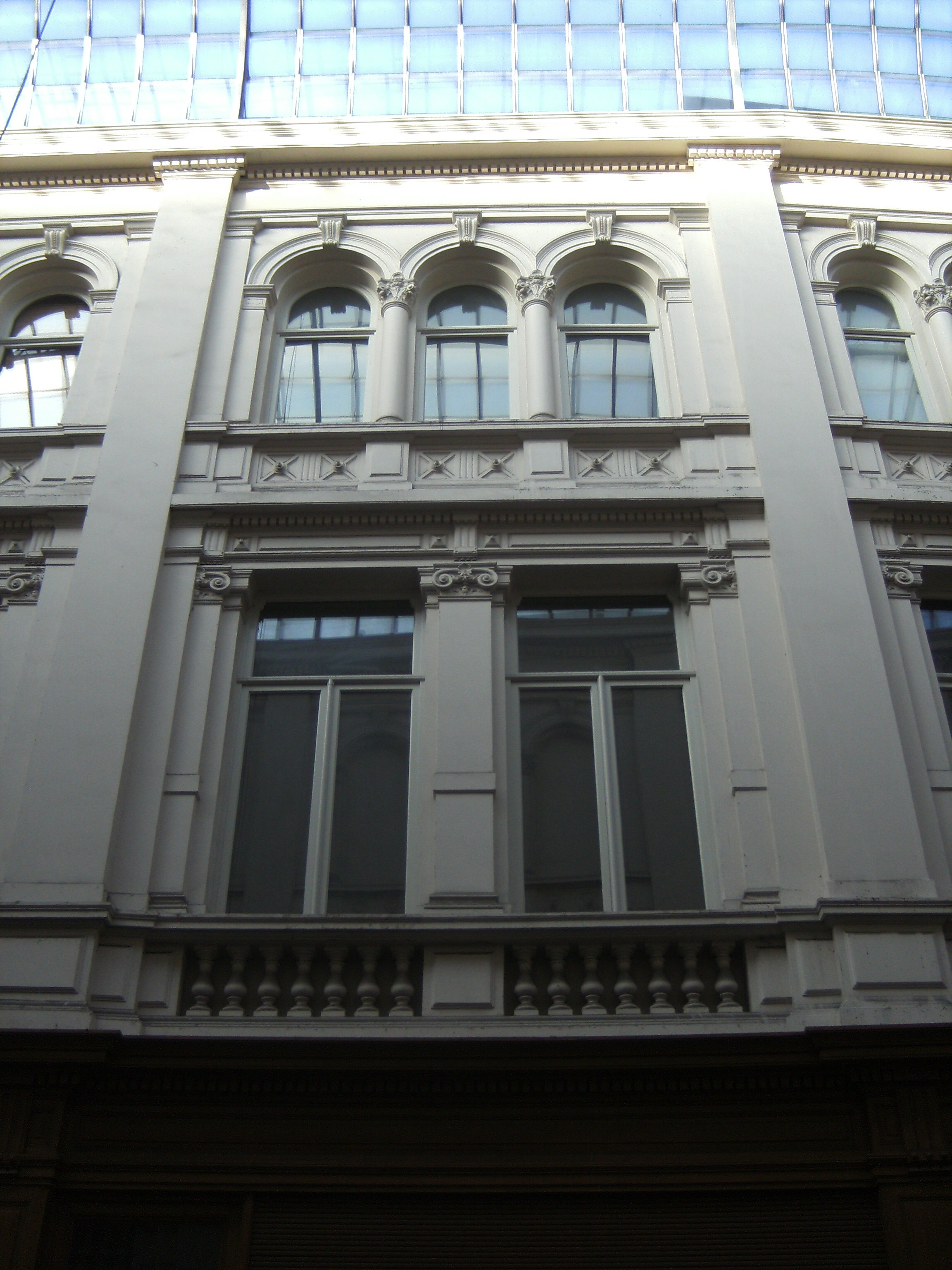
Vue de l'élévation d'une travée.
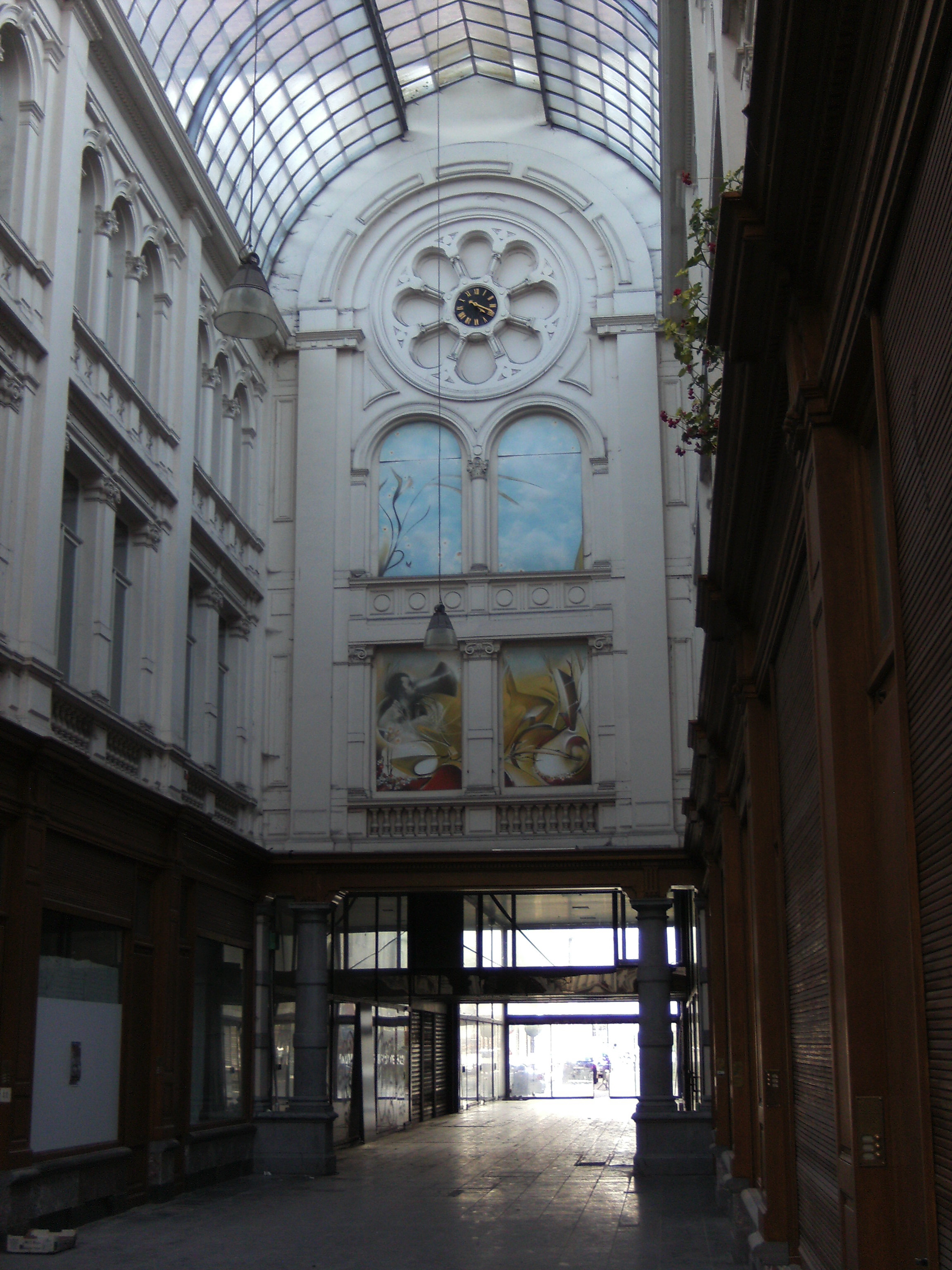
Façade terminale intérieure du côté de l'ancienne bourse de Commerce avant les travaux Rive gauche.
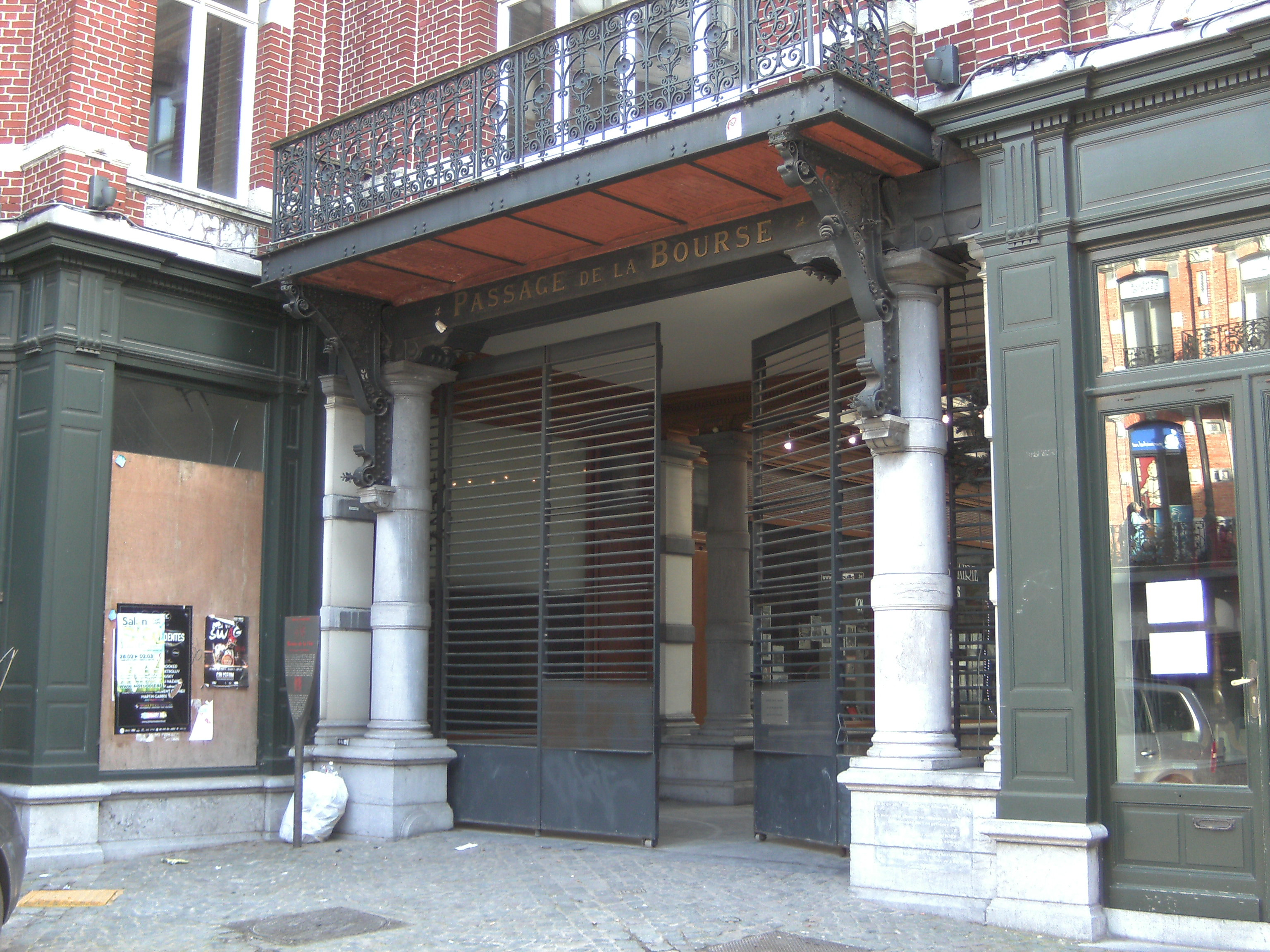
Détail de l'entrée du côté de la rue de Marchienne.